# Krajevna skupnost Kočevska Reka
Krajevna skupnost Kočevska Reka je krajevna skupnost Občine Kočevje, ki se nahaja na jugovzhodnem delu občine s površino 173 km2.
Pod krajevno skupnost spadajo naslednja naselja: Borovec pri Kočevski Reki, Dolnja Briga, Dragarji, Gornja Briga, Gotenica, Inlauf, Koče, Kočevska Reka, Kuhlarji, Lapinje, Mlaka pri Kočevski Reki, Mokri Potok, Morava, Muha vas, Novi Lazi, Ograja, Podlesje, Pokštanj, Preža, Prežulje, Primoži, Ravne pri Borovcu, Rogati Hrib, Sadni Hrib, Škrilj, Štalcerji, Turkova Draga, Verderb in Zdihovo.

## Odlikovanja in nagrade
Leta 1992 je skupnost prejela častni znak svobode Republike Slovenije z naslednjo utemeljitvijo: »za izjemne zasluge pri obrambi svobode in uveljavljanju suverenosti Republike Slovenije«.